# La Pyramide humaine
Pour plus de détails, voir Fiche technique et Distribution.
La Pyramide humaine est un film français réalisé en 1959 par Jean Rouch, sorti en 1961.

## Synopsis
L'arrivée d'une nouvelle élève dans une classe du lycée d'Abidjan est l'occasion de mettre en relief les difficultés des relations interraciales. Les tensions raciales s’intensifient lorsqu’une nouvelle étudiante de Paris commence à sortir avec un étudiant africain.

## Réalisation
La Pyramide humaine est réalisée sur une pellicule Eastmancolor de 16 mm.  La production du film, entre l’été 1959 et le printemps 1960, coïncide avec l’apogée des mouvements d’indépendance à travers l’Afrique francophone où 15 colonies africaines ont revendiqué leur indépendance de la France entre septembre 1958 et octobre 1960. 

## Réception
Le film a été interdit par les autorités coloniales dans la majeure partie de l’Afrique francophone. 
Richard I. Suchenski note qu’en terminant le film par le suicide de l’un des étudiants, « Rouch oblige les spectateurs à réévaluer ce qu’ils viennent de voir, attirant l’attention sur la présence inévitable de tendances fictionnelles, même dans la situation cinématographique la plus incontrôlée ».

## Fiche technique
- Titre : La Pyramide humaine
- Réalisation : Jean Rouch
- Scénario : Jean Rouch
- Photographie : Louis Mialle, Jean Rouch et Roger Morillière
- Son : Michel Fano
- Montage : Marie-Josèphe Yoyotte et Geneviève Bastide
- Société de production : Les Films de la Pléiade
- Pays d'origine :  France
- Durée : 90 minutes
- Date de sortie : 19 avril 1961
- Visa n° 22992 délivré le 24 décembre 1959

## Distribution
- Nadine Ballot
- Denise
- Jean-Claude
- Modeste Landry